# Blanca Silveira
Blanca Silveira Barrios (Barquisimeto, 12 de julio de 1905 – Barquisimeto, 6 de febrero de 1989) es considera la primera astrónoma venezolana, fundadora de la Sociedad Astronómica de Venezuela (SAV), capítulo Lara. Estuvo postrada en una silla de ruedas desde muy pequeña debido a una meningitis temprana y, dada su situación y sus amplios conocimientos astronómicos, la conocían como una especie de Stephen Hawking en versión guara. 
En Venezuela no existían los grados académicos en astronomía o astrofísica. Las personas dedicadas profesionalmente a la astronomía era licenciadas en físicas, matemáticas o químicas, que han ejercido la astronomía desarrollando una tesis o doctorado en dicha área, en algunos casos basando dichas tesis en la investigación que involucraba el estudio de algún objeto o sujeto astronómico.Tal es el caso de Blanca Silveira, probablemente la primera astrónoma de oficio de la que se tenga conocimiento en Venezuela. 

## Biografía
Hija del abogado D. Manuel Silveira y de la Palmacia Dolores Barrio Yépez, Blanca está emparentada con uno de los fundadores de la localidad de Barquisimeto, el conquistador Damián del Barrio.
Durante su infancia, contrajo la meningitis, lo que hizo que estuviera postrada en una silla de ruedas desde muy corta edad. Esta discapacidad no hizo más que potenciar otras cualidades que tenía, como la facilidad para aprender idiomas (aprendió el inglés y el francés de manera autodidacta). También desarrolló su habilidad con el piano, ayudada sobre todo, por su hermana Emma Silveria, una célebre pianista, lo que le hizo amenizar en muchas ocasiones las reuniones en sociedad con sus melodías célebres.
Su existencia fue marcada por dos acontecimientos astronómicos, otra de sus aficiones: el paso del cometa Halley en 1910, y el eclipse total de Sol, en 1916.

### El paso del cometa Halley en 1910
Blanca recordaba con alegría el paso del cometa Halley el 18 de mayo de 1910 al ser preguntada por este acontecimiento en 1985, en el siguiente paso de este cometa. Lo recuerda como una gran experiencia y destaca la gran falta de información en la población adulta acerca de estos sucesos científicos. Según ella, los padres no dejaban salir a sus hijos a ver el espectáculo, pues tenían la creencia de que podrían envenenarse con los gases del cometa. Su padre, sin embargo, llevó a sus hijas al puente Bolívar, para ver un acontecimiento que Blanca define como "...noche llena de guirnaldas. Parecía que habían regado escarcha en el cielo".
Cuando le llevaron en 1985 la foto tomada del cometa Halley en su paso por la Tierra dicho año, Blanca ya casi no tenía visión, y costó mucho que pudiera verlo al menos en fotografía. Acerca de esto, ella comentaba que "uno debe tener mucho cuidado cuando le pise deseos a Dios. Yo le pedí estar viva para el retorno del cometa Halley y fíjese que estoy casi ciega".

### El eclipse total de sol en 1916
El eclipse total de Sol producido el 6 de febrero de 1916 fue otro de los acontecimientos astronómicos que marcó la vida de Blanca, que logró presenciar a los 11 años gracias al ímpetu científico de su padre.
Según comentaba su hermana María, el artilugio que fabricó su padre para observar el eclipse se trataba de una ponchera de agua pintada con azulillo, un blanqueador que existía en aquella época.

## Vida como docente
Blanca falleció en Barquisimeto, el 6 de febrero de 1989, siendo una referencia de su país en cuanto a astronomía y dejando un claro ejemplo a seguir para muchos aficionados a este campo. Además, junto con su hermana María, fue una gran maestra de muchos jóvenes estudiantes, en quienes siempre supo cultivar la curiosidad científica, entre los cuales estaba Humberto Campins Camejo, destacado doctor en astronomía que trabajaba en Estados Unidos.

## La Sociedad Astronómica de Venezuela
Blanca funda en 1957, en Barquisimeto, la Sociedad Astronómica de Venezuela, Capítulo Lara, de la cual existe muy poco material publicado.
Según se comenta, esta institución larense guarda con mucho celo sus trabajos y escritos, entre los cuales se encuentran el reporte del eclipse total de Sol en 1916 al Dr. Luis Ugueto, artículos de ocultaciones de estrellas y estrellas variables y numerosos informes entregados a la Asociación Americana de Observadores de Estrellas Variables (AAVSO).

## Premios y reconocimientos
- En 1986, la Asociación Larense de Astronomía, ALDA, bautizó su Centro de Información y Documentación, CID, con su nombre.[4][2]
- Este reconocimiento le fue otorgado en vida, aunque Blanca declararía que no merecía un reconocimiento tan grande.[1]